# Insilesia
InSilesia (pełny tytuł InSilesia.pl - pierwszy śląski newswire) – pierwszy regionalny newswire, dziennik tematycznie skupiający się w województwie śląskim.
InSilesia.pl gromadzi, agreguje i udostępnia uwierzytelnione komunikaty prasowe i informacje z terenu województwa śląskiego.
Informacje publikowane w InSilesia.pl pochodzą z biur prasowych firm, organizacji, instytucji, czy jednostek samorządowych z terenu Śląska. Zainteresowane podmioty mogą także samodzielnie dodawać treści do portalu: za pośrednictwem internetowych Biur prasowych (aplikacja Press Office) lub przez swój profil na InSilesia.pl.
O najnowsze wieści z regionu dba także redakcja InSilesia.pl.
Po raz pierwszy InSilesia.pl ukazała się 23 marca 2010 roku.

## Funkcje społecznościowe
Dostępne dla zarejestrowanych użytkowników:
- możliwość założenia i prowadzenia bloga, także dodawania do niego zdjęć
- wewnętrzna poczta użytkowników
- tworzenie artykułów
- dodawanie wydarzeń w kalendarium
- dodawanie plików multimedialnych
- komentowanie treści oraz multimediów

## Kategorie materiałów
- wiadomości "Prosto ze źródeł":

- firm, instytucji kultury i rozrywki, jednostek samorządu terytorialnego, klubów sportowych, nauka i edukacja, służby mundurowe, materiały redakcyjne
- kalendarium wydarzeń
- multimedia
- blogi
- e-szkolenia

## Patronaty
Redakcja InSilesia.pl patronuje lokalnym instytucjom i wydarzeniom. Do tej pory InSilesia.pl objęła patronatem m.in.:
- Jubileuszowy X Śląski Festiwal Fryzjersko-Kosmetyczny Spodek, Katowice, 20-21 listopada,

Artykuł i fotorelacje z imprezy
- Festiwal Kultury i Sztuki Japońskiej, Katowice, Artykuł i fotorelacja z festiwalu
- 30. Rawa Blues Festival, Spodek, Katowice, Serwis specjalny Rawa Blues
- World Festival Brasil, Katowice, Artykuł i fotorelacje z imprezy
- Festiwal Tauron Nowa Muzyka, Katowice, Serwis specjalny TNM
- XII Tyski Festiwal Muzyczny im. Ryśka Riedla "Ku Przestrodze", WPKiW, Artykuł i fotorelacje z festiwalu
- XIII Tyski Festiwal Muzyczny im. Ryśka Riedla "Ku Przestrodze", WPKiW,
- Silesia Marathon

- IV edycję Art Naif Festival oraz urodziny Erwina Sówki
- kampania społeczna i konkurs filmowy dla młodzieży STOP-Narkotykom, Finał konkursu, Spot kampanii

- Kultura Remixu przed KilOFF, Zwolennicy wyzwolenia Myszki Miki w Gugalandrze

- Gra miejska Sosnowiec Gra!, O Sosnowiec Gra!